# 3359 Purcari
3359 Purcari (1978 RA6) là một tiểu hành tinh vành đai chính được phát hiện ngày 13 tháng 9 năm 1978 bởi N. Chernykh ở Nauchnyj.